# ハーマン・ブラック

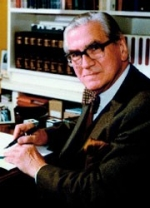
ハーマン・ブラック

ハーマン・アレグザンダー・ブラック（Hermann Alexander Brück、1905年8月15日 - 2000年3月4日）、ドイツ出身の天文学者である。キャリアの大部分をイギリスで過ごした。

## 幼年期と教育
ハーマン・ブラックは1905年8月15日にベルリンで、ヘルマン・ハインリヒ・ブリュックとマルガレーテの間に生まれた。彼はシャルロッテンブルクのカイセリン・アウグスタ・ギムナジウムで教育を受けた。同校は古典学（ラテン語とギリシャ語）の教育に特色のある学校で、数学と物理学の優れた教師もいた。1924年から1928年まで、彼はキール大学、ボン大学、ミュンヘン大学で教育を受けた。彼の博士論文は結晶の波動力学に関するもので、アルノルト・ゾンマーフェルトの指導を受けた。早い内から天文学に関心を持つようになり、特に天体分光法に興味を持った。1928年にミュンヘン大学で博士号を授与された。

## キャリア
ミュンヘン大学を卒業後、友人のアルブレヒト・ウンゼルトを頼ってポツダム天体物理天文台へ行った。ウンゼルトは、その前年に同じくゾンマーフェルトの下で博士号を取得していた。ポツダム滞在中に、物理学者のマックス・フォン・ラウエとアルベルト・アインシュタイン、天文学者のヴァルター・グロトリアンと共にベルリン大学で物理学のセミナーに参加した。国家社会主義の下での困難が増してきたため、1936年にドイツを離れ、ヴァチカン天文台で短期の研究助手になった。1937年にケンブリッジ大学に移り、アーサー・エディントンを中心とする現代天体物理学者の仲間に加わった。やがてブラックは天文台の副台長になり、ケンブリッジ大学の太陽分光法を専門とする「ジョン・クーチ・アダムズ天文学者」になった。在任期間中、彼は古典天文学の講義を担当した。
1947年、アイルランド首相エイモン・デ・ヴァレラに招聘されて彼はダブリンに移り、ダブリン高等研究所に移管されて研究所となったダンシンク天文台の台長となった。ここで彼は、エルヴィン・シュレーディンガーと関係を持った。 1950年、ダンシンク天文台はアイルランド王立アカデミーとともに、王立天文学会の初の会議を開催した。1955年、ダブリンで国際天文学連合の3年に1度の総会が開催された。この総会で、ダンシンク天文台は、ケンブリッジ大学で彼の学生だったM・J・スミスが開発した測光用光電装置を実演した。また、ユトレヒト・アトラスを拡張し、ローランドの修正太陽スペクトル表の一部を形成したUV太陽分光法も展示された。この研究の中心となったのは、彼の妻であるメアリー・ブラック（旧姓コンウェイ）だった。
1957年、彼はスコットランド王室天文官に任命され、エディンバラ大学に移った。彼はエディンバラ王立天文台を国際的にランク付けされた研究センターへと変えた。彼は、天文学者と工学者のチームを編成した。このチームは、当初はP・B・フェルゲットが、後にヴィンセント・カートレッジ・レディッシュが率いた。このチームは、恒星や銀河間の画像を自動的にスキャンする機器を作成した。この技術により、それまで数ヶ月かかっていたスペクトルの分析が数分で完了するようになり、天文学者は他の活動に集中することができるようになった。また、このチームは、望遠鏡を遠隔操作する技術を進歩させた。彼がエディンバラに来てすぐに、彼は学生天文学会を創設し、天文台の使用を許可した。一時期、彼は理学部の学部長を務めた。
彼は1975年に退職した。引退後は、2番目の妻で同僚でもあるメアリーとともに、19世紀の天文学の歴史的研究を開始し、スコットランド王室天文官の1人であるチャールズ・ピアッツィ・スミスの伝記をに関する本を出版した。彼らはまた、エディンバラにおける天文学の歴史に関する本や、19世紀のエディンバラ王立天文台の復活の親である、ダネットのクロフォード卿天文台に関する論文を発行した。
彼は、ローマ教皇庁科学アカデミーの会員および評議員を務めた。
彼は2000年3月4日にペニキュイックの自宅で亡くなった。

## 賞と栄誉
- 大聖グレゴリウス勲章
- 1948年 – アイルランド王立アカデミー会員
- 1955年 – Akademie der Wissenschaften und der Literatur会員
- 1958年 – エディンバラ王立協会（英語版）会員（1959年から1962年まで評議員）
- 1966年 – 大英帝国勲章コマンダー (CBE)

## 著書
- Hermann Brück Die Sterne: Monatsschrift für alle Gebiete der Himmelskunde (Johann Ambrosius Barth Vlg., Leipzig, 1933)
- Hermann A. Brück The Story of Astronomy in Edinburgh from its beginning until 1975 (Edinburgh University Press, 1983)
- Hermann A. Brück and Mary T. Brück Peripatetic Astronomer, The: Life of Charles Piazzi Smyth (Institute of Physics Publishing, Bristol, United Kingdom, 1988)